# مارکار ملکونیان
مارکار ملکونیان ( انگلیسی: Markar Melkonian؛ ) نویسنده و مربی (دانشگاه) ارمنی‌تبار اهل ایالات متحده آمریکا است.

## زندگی‌نامه
وی در در ویسالیا، کالیفرنیا به دنیا آمد و با مدرک پی‌اچ‌دی در رشته فلسفه از دانشگاه ماساچوست در امهرست فارغ‌التحصیل گشت.  وی بردار مونته ملکونیان می‌باشد.

## آثار
- جاده برادرم: سفر سرنوشت ساز یک آمریکایی به ارمنستان